# Emanuel Melik-Aslanian

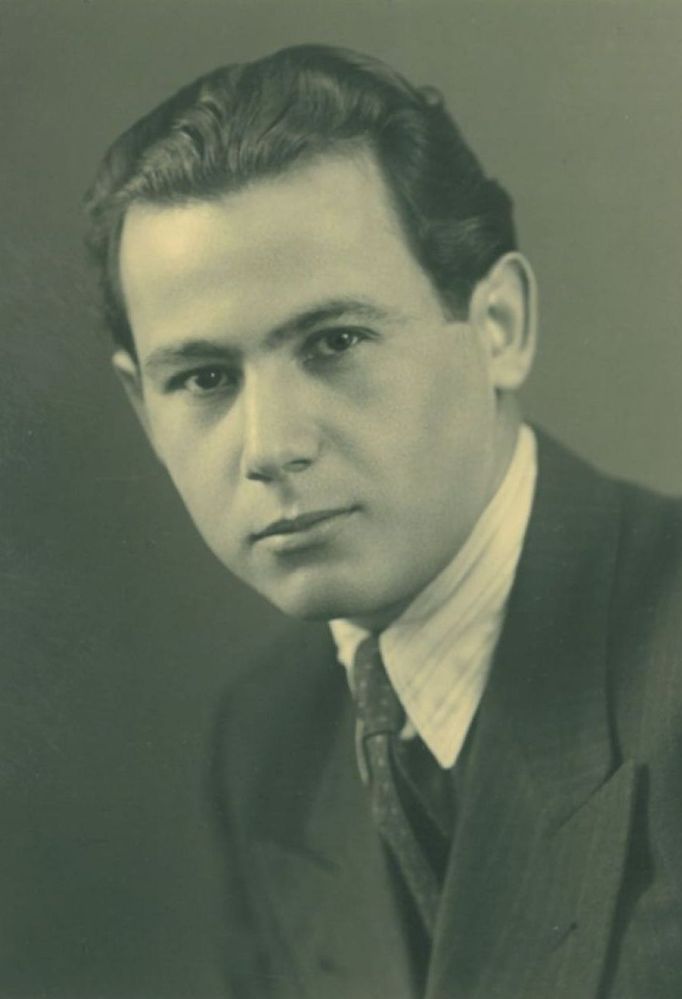
Emanuel Melik-Aslanian

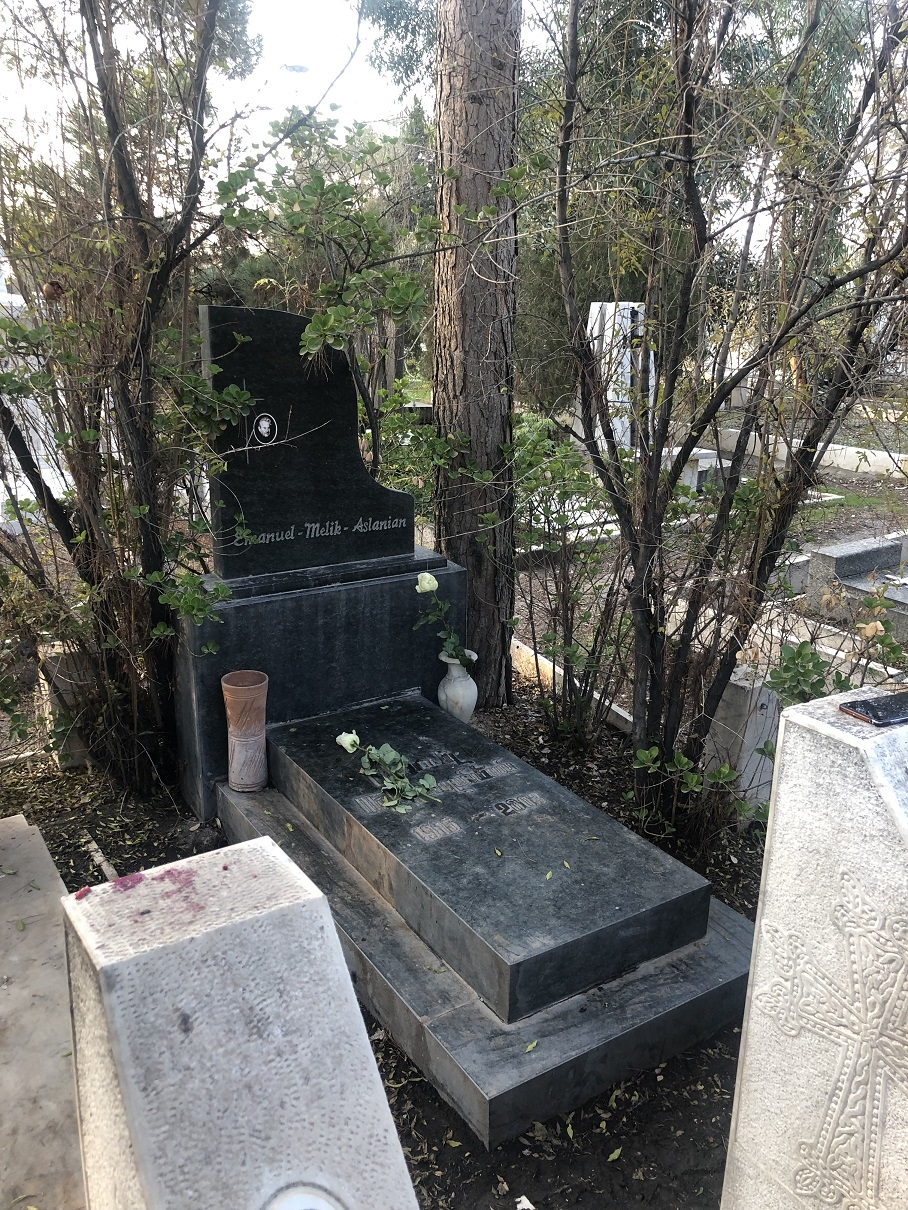
Grab von Emanuel Melik-Aslanian auf dem Burastan Friedhof

Emanuel Melik-Aslanian (armenisch Էմանուէլ Մելիք-Ասլանեան, persisch امانوئل مليک اصلانيان‎; * 1915 in Täbris; † 14. Juli 2003) war ein iranischer Komponist und Pianist armenischer Volkszugehörigkeit.

## Leben
Melik-Aslanian wurde 1915 in Täbris in eine christliche Familie geboren. Seinen ersten Klavierunterricht erhielt er von einem lokalen Musiker mit dem Namen Amatoni. 1927 begann er an der Brahms Akademie in Hamburg Klavier zu studieren und setzte diese Studien 1935 bis 1937 am Hamburger Konservatorium fort. An der German State Academy studierte er dazu noch Komposition und er studierte während ein paar Jahren Philosophie.
1952 kehrte er in den Iran zurück und wurde zum Leiter des Konservatoriums in Teheran.